# Teresa Romairone
Teresa Romairone (Buenos Aires, 24 de abril de 2000) es una regatista argentina.

## Biografía
Ocho meses después de su nacimiento, se mudó con su familia al Reino Unido, regresando a Argentina a los ocho años. Allí se instaló en Beccar (partido de San Isidro, provincia de Buenos Aires) donde primero jugó al hockey antes de inclinarse por la navegación a los 10 años. Comenzó en la clase Optimist, y luego continuó en las clases 420 y 29er.
En 2018 junto a Dante Cittadini comenzaron a navegar en Nacra 15, en el marco de un plan elaborado por la Federación Argentina de Yachting en vistas a los Juegos Olímpicos de la Juventud de ese año en Buenos Aires. En abril consiguieron la clasificación a dichos juegos al finalizar cuartos en el mundial en Barcelona.
Fueron campeones en el Mundial Juvenil de Corpus Christi (Estados Unidos) y del Campeonato Europeo de Nacra 15 en el Lago de Como, Italia. Además, en mayo de 2018 ganaron el campeonato "Dutch Youth Regatta" en Workum (Países Bajos).
En la ceremonia de apertura de Buenos Aires 2018, fue la encargada de representar a los atletas en el juramento olímpico.
El 13 de octubre la dupla obtuvo la medalla de oro en Nacra 15 luego de acumular 37 puntos en las 13 regatas.